# Puta II z Czastolowic
Puta II (Starszy) z Czastolowic (cz. Půta II (starši) z Častolovic, zm. przed 1440) – czeski możnowładca, zarządca Dolnych Łużyc i Ząbkowic Śląskich, starosta hrabstwa kłodzkiego.

## Życiorys
Właściciel Ścinawy. W latach 1366–1378 pełnił także funkcję starosty kłodzkiego. W latach 1372–1380 zarządzał Dolnymi Łużycami, a w 1377 również częścią Brandenburgii. Za panowania króla Wacława IV, Puta pełnił funkcję kapitana księstwa Luksemburga (od 1384 do 1386), a w 1395 powrócił do władania Dolnymi Łużycami, nad którymi zwierzchnictwo sprawował aż do śmierci. W latach 1432–1434 był starostą hrabstwa kłodzkiego. Od 1368 do 1377 zajmował różne stanowiska na dworze królewskim w Pradze. W 1377 został mianowany starostą Ząbkowic Śląskich.
W 1387 Puta i Boček II z Podiebradów nabyli Skuhrov nad Bělou i zamek Rychmberk u podnóża Gór Orlickich. W 1396 oddał ziemie swojej żonie, co sugeruje, że wtedy był już jedynym właścicielem zakupionych ziem.

## Rodzina
Puta miał jedną żonę - Annę (zm. 1440–1454), córkę księcia Jana II oświęcimskiego. Mieli jednego syna:
- Putę III z Czastolowic (zm. 1434)